# Estolomimus solidus
Estolomimus solidus là một loài bọ cánh cứng trong họ Cerambycidae.